# Assedio di Mons (1572)
L'assedio di Mons del 1572 ebbe luogo a Mons, capitale della contea di Hainaut, nei Paesi Bassi spagnoli (attuale Belgio) tra il 23 giugno e il 19 settembre 1572, come parte della guerra degli ottant'anni, della guerra anglo-spagnola (1585-1604) nonché delle guerre di religione in Francia. Nella primavera del 1572, dopo la presa di Valenciennes da parte delle forze protestanti comandate da Luigi di Nassau, il comandante olandese continuò la sua offensiva e prese Mons di sorpresa il 24 maggio. Dopo tre mesi di assedio e la sconfitta delle armate di Jean de Hangest, signore d'Yvoy e Genlis, e Guglielmo d'Orange da parte del generale spagnolo, il duca d'Alba, governatore generale dei Paesi Bassi spagnoli, e di suo figlio, Don Fadrique de Toledo, le forze di Luigi di Nassau rimasero isolate e senza speranza di aiuti esterni, arrendendo la città di Mons nelle mani del duca d'Alba il 19 settembre.

## Antefatto
All'inizio di maggio del 1572 Luigi di Nassau, uno dei principali comandanti delle forze ribelli olandesi, incoraggiato dalla vittoria a Brielle (1º aprile), e supportato dagli ugonotti di Gaspard de Coligny, invase i Paesi Bassi spagnoli con un esercito composto da soldati tedeschi, inglesi, scozzesi e francesi e prese Valenciennes il 21 maggio. Il 23 maggio Luigi di Nassau giunse a Mons con 1 000 fanti e 500 cavalieri e si accampò appena fuori dalla città. Il giorno successivo, il Nassau colse di sorpresa gli spagnoli della guarnigione riuscendo a entrare di soppiatto coi suoi uomini e la cavalleria, conquistando la città. Luigi prese il controllo della città e venne rinforzato alcuni giorni dopo da altri 4 500 tra fanti e cavalieri al comando del conte Gabriel de Montgomery.
Quando la notizia raggiunse il quartier generale spagnolo, Don Fernando Álvarez de Toledo, duca d'Alba, governatore generale dei Paesi Bassi spagnoli e comandante in capo delle forze spagnole nell'area, inviò suo figlio Don Fadrique con 4 000 uomini (altri 16 000 provenivano da nord), col maestro di campo Chiappino Vitelli, a sconfiggere Luigi di Nassau e a riprendere il controllo di Mons. Il 23 giugno le forze di Fadrique giunsero a Mons e posero assedio alla città. Sul finire del mese, il duca d'Alba col grosso dell'esercito riprese il controllo della città di Valenciennes dopo una breve schermaglia con la guarnigione locale, privando così i ribelli dei loro alleati francesi in una delle loro basi principali.
Nel frattempo, Guglielmo d'Orange aveva reclutato in Germania un esercito di 14 000 fanti e 3 000 cavalieri, e il 7 luglio Guglielmo attraversò il Reno entrando nei Paesi Bassi.

## L'assedio di Mons

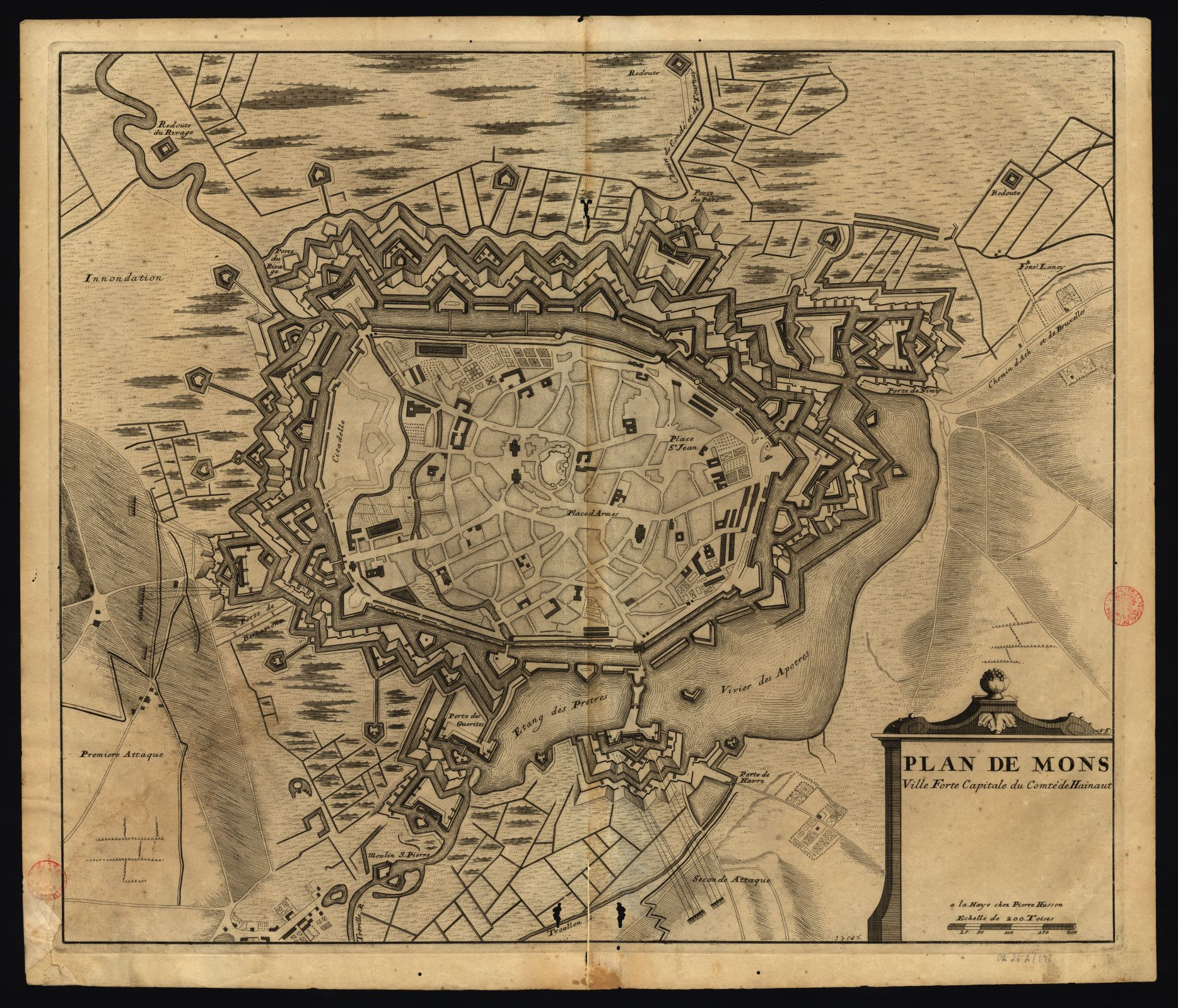
Mappa delle fortificazioni di Mons

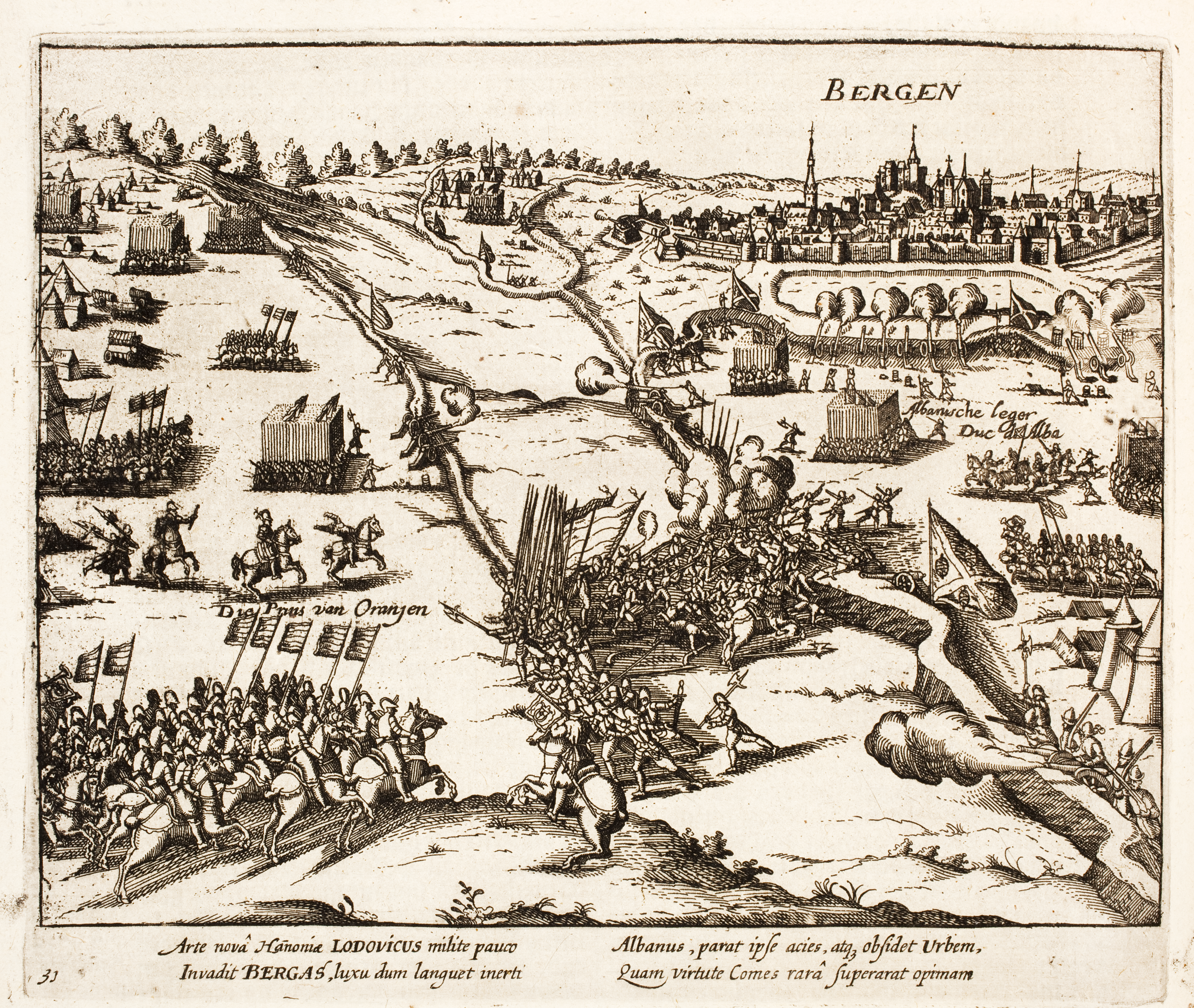
L'assedio di Mons da parte diy Fernando Álvarez de Toledo, duca d'Alba, nel 1572. Nederlantsche Oorloghen

Luigi di Nassau, venuto a conoscenza dei progressi di suo fratello, inviò Jean de Hangest, signore d'Yvoy e Genlis, in Francia per ottenere ulteriori rinforzi, e a metà luglio, Genlis, con un esercito di 10 000 uomini, attraversò nuovamente il confine e marciò verso Mons. Luigi inviò un messaggio a Genlis chiedendogli urgentemente di unirsi all'esercito di suo fratello Guglielmo d'Orange, ma questi ignorò la richiesta e avanzò verso gli spagnoli.

### La battaglia di Saint-Ghislain
Il 19 luglio Genlis e le sue forze si accamparono attorno a Mons. Don Fadrique, avvisato del suo arrivo, avanzò contro Genlis con 4 000 fanti, 1 500 cavalieri e 3 000 locali armati per l'occasione. Genlis inviò un distaccamento di ricognitori, ma dopo aver visto l'avanzata delle forze spagnole, le sue truppe si ritirarono verso l'accampamento dei francesi in tutta fretta. "Don Frederic de Toledo sta venendo verso di noi!", gridavano. La cavalleria spagnola di Philippe de Noircarmes, caricò subito l'armata francese, seguita dalla fanteria, mentre la retroguardia era protetta dalla cavalleria di don Bernardino de Mendoza. L'attacco causò il panico tra gli ugonotti francesi e quindi l'armata spagnola ebbe gioco facile col nemico. La vittoria degli spagnoli fu completa e l'esercito di Genlis venne surclassato. Circa 2 000 soldati francesi vennero uccisi o rimasero feriti e 700 vennero fatti prigionieri, inclusi 70 nobili e ufficiali (nei giorni successivi ne furono catturati 4 000 in tutto). Il capo dell'armata francese, Jean de Hangest, venne catturato anch'egli e tradotto prigioniero ad Anversa. Il capitano Francisco Arias de Bobadilla venne ricompensato con la possibilità di portare la notizia della vittoria a re Filippo II di Spagna.
Nel frattempo, il principe d'Orange col suo nuovo esercito continuava ad avanzare verso Mons. Il 23 luglio, dopo la presa di Roermond, le sue truppe si ammutinarono. Il 27 agosto, dietro garanzia di pagamento da parte di alcune città in Olanda, attraversò la Mosa, avanzando su Diest, Termonde, Oudenaarde e Nivelles.

### La notte di san Bartolomeo
L'11 agosto Gaspard de Coligny, con l'approvazione di re Carlo IX di Francia, scrisse al principe d'Orange. In Francia, Carlo IX era terrorizzato da una possibile invasione della Spagna come pure della rivolta da parte dei cattolici nel suo regno se egli avesse continuato a sostenere l'avanzata dei protestanti olandesi. Il risultato fu il massacro della notte di san Bartolomeo avvenuto il 23 agosto di quello stesso anno. Quando la notizia raggiunse i Paesi Bassi, colpì ancora di più il già scoraggiato morale delle truppe protestanti (in particolare nell'armata di Luigi di Nassau a Mons, in quanto gran parte degli uomini a sua disposizione erano ugonotti francesi), mentre all'accampamento spagnolo si festeggiava con luci e fuochi d'artificio, come pure nella Concattedrale di San Michele e Santa Gudula, dove si tenne un Te deum in onore di Carlo IX, re di Francia.
All'inizio di settembre, Don Fernando, il duca d'Alba (che pur essendo uno strenuo difensore del cattolicesimo descrisse il massacro come un'atrocità), giunse a Mons con rinforzi e prese il comando delle operazioni. Il principe d'Orange continuò la sua avanzata nei Paesi Bassi e alcune città e villaggi vennero costretti ad aprire le loro porte al suo passaggio per paura, sebbene alcune come Leuven non consentirono alle truppe dell'Orange di passare se non in cambio di cibo. Il 10 settembre l'esercito giunse nei pressi di Mons, e il duca d'Alba, sapendo dell'arrivo dell'Orange, posizionò le sue truppe per un possibile attacco.

### L'armata di Guglielmo d'Orange

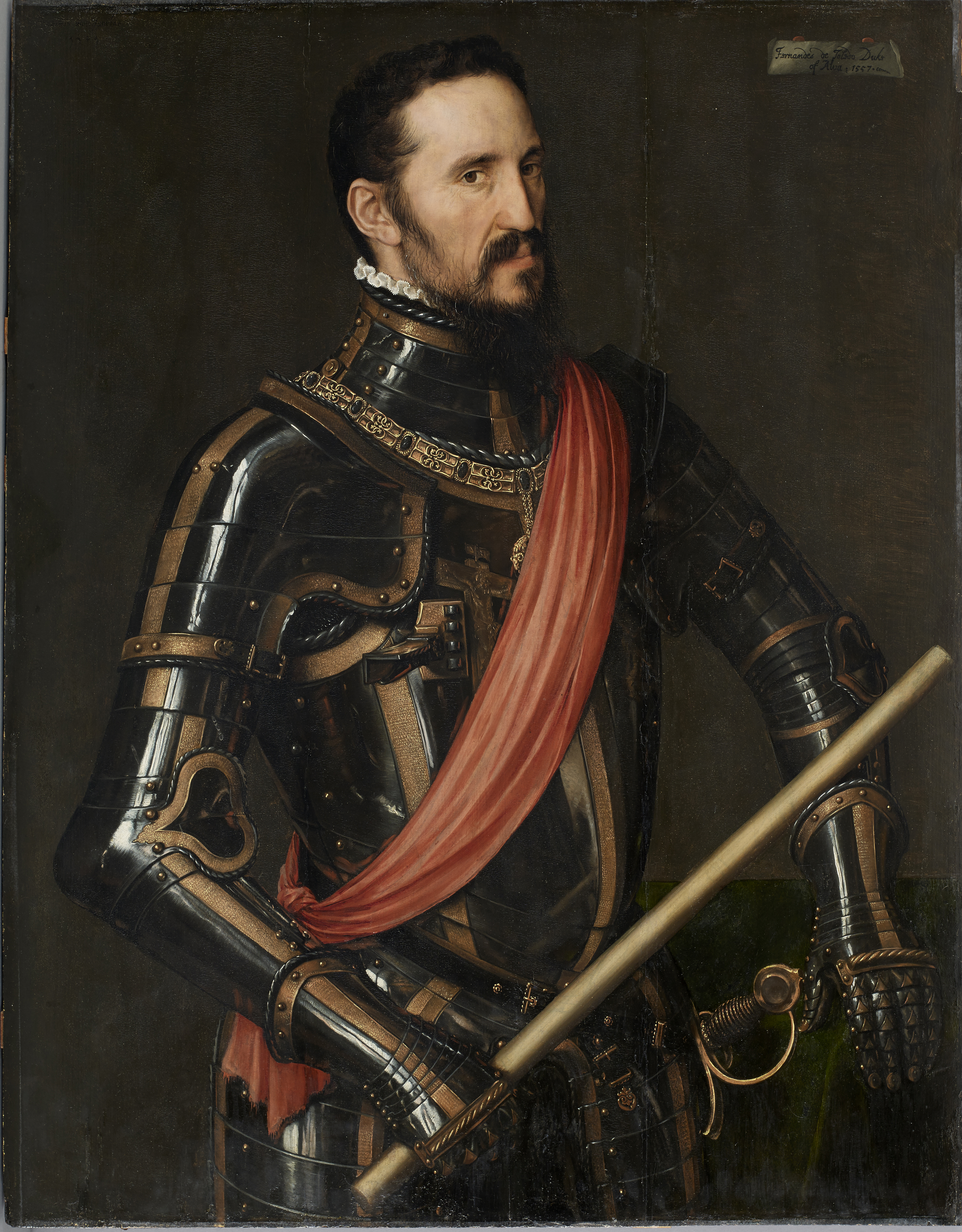
Don Fernando Álvarez de Toledo, III duca d'Alba, "il duca di ferro", in un ritratto di Antonis Mor

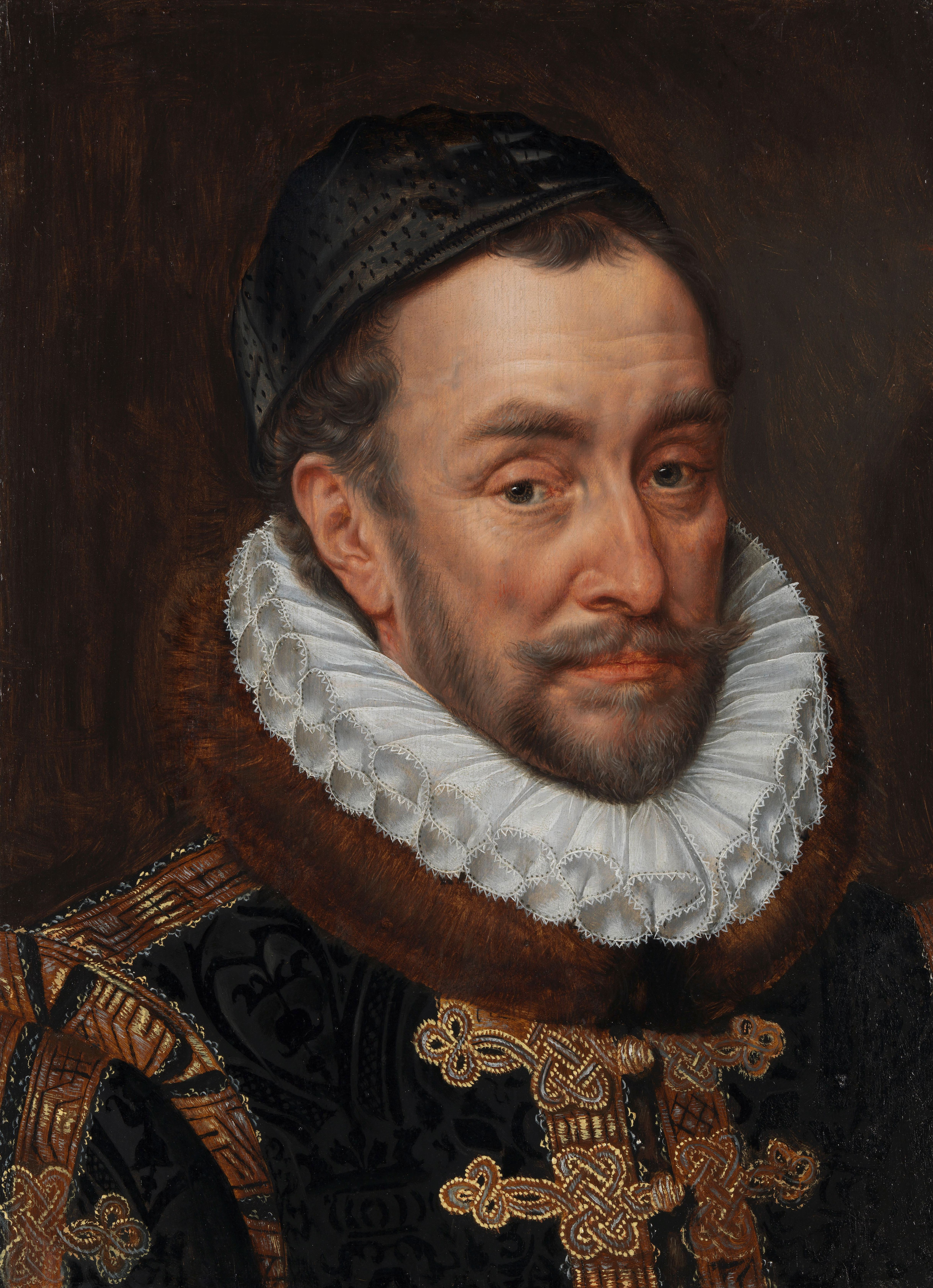
Guglielmo d'Orange, comandante della rivolta olandese, in un ritratto di Adriaen Thomasz Key

In quello stesso giorno, come da programma, la cavalleria del principe d'Orange attaccò il fianco dell'armata spagnola, ma venne respinta dagli archibugieri spagnoli guidati in prima linea dal duca d'Alba, da suo figlio don Fadrique e dal duca di Medinaceli, causando diverse perdite alla cavalleria olandese. Dopo il fallito attacco, il principe si ritirò nel villaggio di Harmignies, a circa un chilometro da Mons.
La notte dell'11 settembre il comandante spagnolo, il maestro di campo Julián Romero, entrò nell'accampamento di Guglielmo d'Orange con 600 archibugieri, con altre unità di fanteria e cavalleria leggera in riserva in caso di ritirata. In questo raid 600 ribelli olandesi rimasero uccisi contro 60 spagnoli. Un centinaio di cavalli venne catturato e gran parte delle tende e dei rifornimenti vennero distrutti. Durante l'azione, lo stesso Guglielmo d'Orange che stava dormendo, venne salvato dall'abbaiare del suo cane che gli dormiva a fianco.
Col cuore in gola, Guglielmo scrisse al fratello Luigi delle sue condizioni disperate e della sua incapacità di raggiungere Mons e toglierla dall'assedio. Il principe dovette ritirarsi dapprima a Nivelles e poi a Mechelen, marciando verso il Reno e infine disperdendo le sue truppe in Germania dal momento che queste minacciavano un nuovo ammutinamento, ripiegando in seguito in Olanda, l'unica provincia rimastagli ancora veramente fedele.

### La resa
Dopo la sconfitta dell'esercito degli ugonotti francesi al comando di Jean de Hangest, e la ritirata dell'armata di Guglielmo d'Orange, Luigi di Nassau si trovò isolato a Mons. Gli ugonotti francesi al suo comando si erano ammutinati come conseguenza del suo supporto al re di Francia nella notte di san Bartolomeo. Il 19 settembre Luigi di Nassau arrese la città di Mons al duca d'Alba.

## Immediate conseguenze

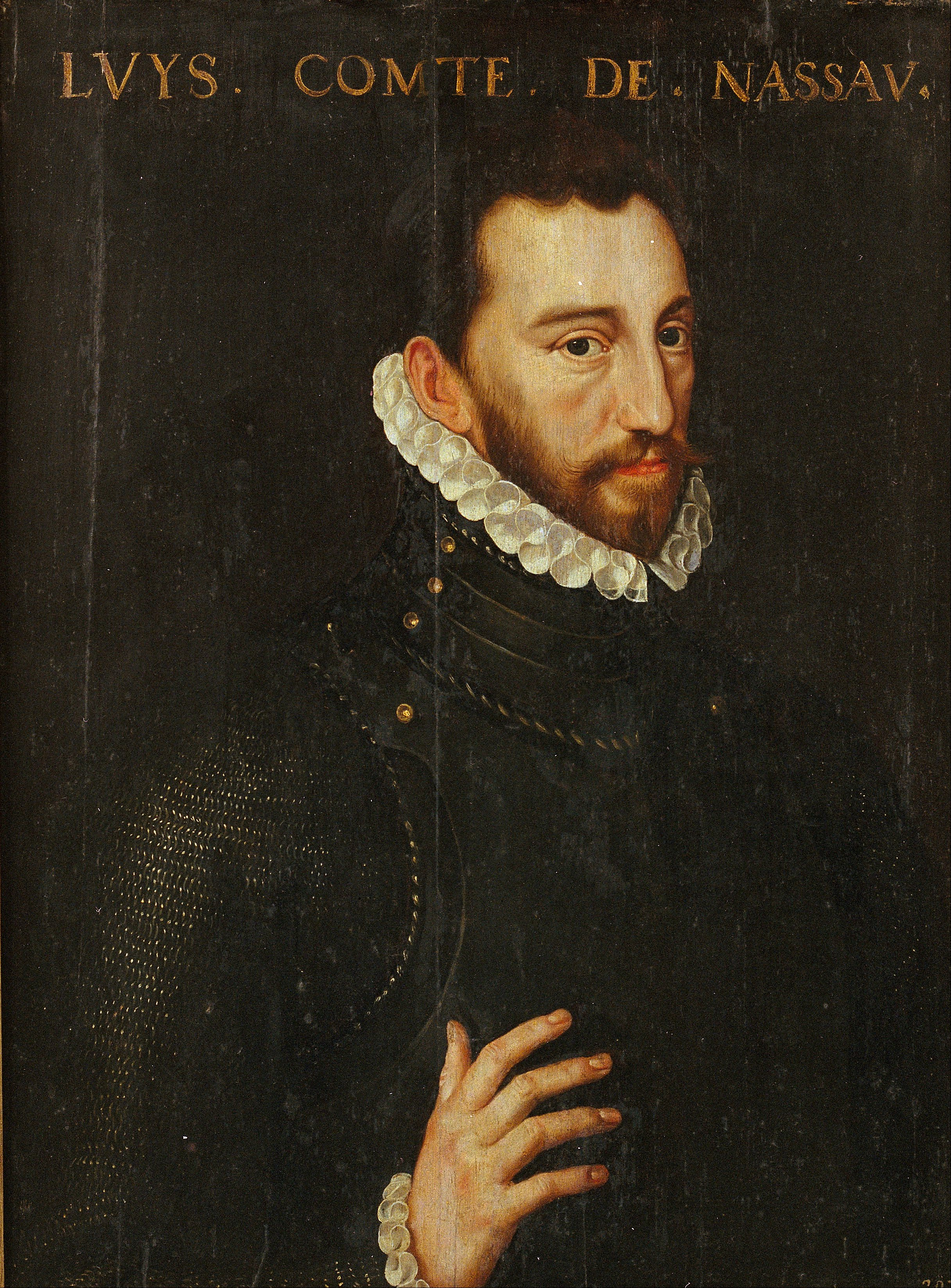
Ritratto di Luigi di Nassau di Adriaen Thomasz Key

Luigi di Nassau venne ricevuto dal duca d'Alba, dal duca di Medinaceli e da don Fadrique. La città venne evacuata il 21 settembre e il 24 settembre il duca d'Alba entrò ufficialmente a Mons. Philippe de Noircames, lasciò la sua posizione di governatore dell'Hainaut e prese il comando della città.
Tutte le città che avevano accettato l'autorità del principe d'Orange, per il timore di rappresaglie, giurarono fedeltà al duca d'Alba e agli spagnoli. A ogni modo, il duca avanzò verso Mechelen, una delle città che avevano dato il proprio supporto agli olandesi, e dove lo stesso principe aveva lasciato una piccola guarnigione. Come vendetta per quanto compiuto, il duca d'Alba ordinò alle sue truppe al comando di suo figlio don Fadrique di saccheggiare la città.
Fatto ciò, don Fadrique venne inviato nelle due province di Gheldria e Olanda, dando così inizio a una campagna militare per la conquista della fortezza di Zutphen in Gheldria e con l'intento di giungere sino ad Amsterdam. Conquistò anche Naarden che si arrese il 22 novembre 1572.
La perdita di Mons fu un fatto grave per gli olandesi. Nove anni dopo Mons entrò a far parte della cattolica Unione di Arras che accettò il governo spagnolo e cacciò tutti i protestanti residenti in città.